# 科学技術情報研究所
科学技術情報研究所（かがくぎじゅつじょうほうけんきゅうじょ、フランス語: Institut de l'information scientifique et technique; INIST）は、フランス国立科学研究センターに属する研究所。科学技術情報の流通促進を目的とし、科学技術情報の収集、データベースの作成および外部媒体化、文献の複写・翻訳などの活動を行っている。PASCAL、FRANCIS、DOGEなどのデータベースを提供している。

## 所長
- Goéry Delacôte[1][2]

## External links
- Official website
- I-Revues, E-Journal portal of INIST